# Glaucidium costaricanum
Glaucidium costaricanum là một loài chim trong họ Strigidae.